# Savignia
Savignia es un género de arañas araneomorfas de la familia Linyphiidae. Se encuentra en la zona holártica, las Comoras y Australia.

## Lista de especies
Según The World Spider Catalog 12.0:
- Savignia amurensis Eskov, 1991
- Savignia badzhalensis Eskov, 1991
- Savignia basarukini Eskov, 1988
- Savignia birostra (Chamberlin & Ivie, 1947)
- Savignia borea Eskov, 1988
- Savignia bureensis Tanasevitch & Trilikauskas, 2006
- Savignia centrasiatica Eskov, 1991
- Savignia erythrocephala (Simon, 1908)
- Savignia eskovi Marusik, Koponen & Danilov, 2001
- Savignia frontata Blackwall, 1833
- Savignia fronticornis (Simon, 1884)
- Savignia harmsi Wunderlich, 1980
- Savignia kartalensis Jocqué, 1985
- Savignia kawachiensis Oi, 1960
- Savignia naniplopi Bosselaers & Henderickx, 2002
- Savignia producta Holm, 1977
- Savignia pseudofrontata Paik, 1978
- Savignia rostellatra Song & Li, 2009
- Savignia saitoi Eskov, 1988
- Savignia superstes Thaler, 1984
- Savignia ussurica Eskov, 1988
- Savignia yasudai (Saito, 1986)
- Savignia zero Eskov, 1988